# باسكال مارتينوت لاغارد
باسكال مارتينوت لاغارد (بالفرنسية: Pascal Martinot-Lagarde)‏ مواليد 22 سبتمبر 1991 في سان مور ديه فوسيه، فرنسا، هو عداء فرنسي متخصص في 110 متر حواجز.

## سجل المنافسة
| العام      | المسابقة                                    | المكان     | المركز     | حدث                 | ملاحظة     |
| يمثل فرنسا | يمثل فرنسا                                  | يمثل فرنسا | يمثل فرنسا | يمثل فرنسا          | يمثل فرنسا |
| ---------- | ------------------------------------------- | ---------- | ---------- | ------------------- | ---------- |
| 2009       | بطولة أوروبا لألعاب القوى للناشئين 2009     | نوفي ساد   | 4          | 110 م حواجز (99 سم) | 13.45      |
| 2010       | بطولة العالم للناشئين لألعاب القوى 2010     | مونكتون    | 1          | 110 م حواجز (99 سم) | 13.52      |
| 2011       | بطولة أوروبا لألعاب القوى تحت 23 سنة 2011   | أوسترافا   | 20         | 110 م حواجز         | 14.33      |
| 2012       | بطولة العالم لألعاب القوى داخل الصالات 2012 | إسطنبول    | 3          | 60 م حواجز          | 7.53       |
| 2013       | بطولة أوروبا لألعاب القوى داخل الصالات 2013 | غوتنبرغ    | 3          | 60 م حواجز          | 7.53       |
| 2013       | بطولة العالم لألعاب القوى 2013              | موسكو      | 22         | 110 م حواجز         | 13.63      |
| 2014       | بطولة العالم لألعاب القوى داخل الصالات 2014 | سوبوت      | 2          | 60 م حواجز          | 7.46       |
| 2014       | بطولة أوروبا لألعاب القوى 2014              | زيورخ      | 3          | 110 م حواجز         | 13.29      |
| 2015       | بطولة أوروبا لألعاب القوى داخل الصالات 2015 | براغ       | 1          | 60 م حواجز          | 7.49       |
| 2015       | بطولة العالم لألعاب القوى 2015              | بكين       | 4          | 110م حواجز          | 13.17      |

## روابط خارجية
- باسكال مارتينوت لاغارد على موقع الاتحاد الدولي لألعاب القوى (الإنجليزية)
- باسكال مارتينوت لاغارد على موقع الاتحاد الفرنسي لألعاب القوى (الفرنسية)
- باسكال مارتينوت لاغارد على موقع الدوري الماسي (الإنجليزية)
- باسكال مارتينوت لاغارد على موقع اللجنة الأولمبية الدولية (الإنجليزية)
- باسكال مارتينوت لاغارد على موقع أوليمبيديا (الإنجليزية)
- باسكال مارتينوت لاغارد على موقع اللجنة الأولمبية الفرنسية (مؤرشف) (الفرنسية)